# Calvin Joseph Johnson
Calvin Joseph Johnson (* 16. Oktober 1958 in Wichita, Kansas) ist ein US-amerikanischer Stuntman und Schauspieler.

## Leben
Johnson wuchs in Wichita (Kansas) als zweiter Sohn von Anne und Richard Johnson auf. Sein Vater war bei der den United States Air Force. Er besuchte die „Logan Fontenelle Junior High School“ sowie die „Clover Park High School“, wo er im Jahr 1976 seinen Abschluss machte.
Im Jahre 1993 kam er zum Film und wurde Stuntman im Film Babylon 5.

## Filmografie
- 1993: Babylon 5 (Fernsehserie)
- 1994: Unschuldig hinter Gittern (Pointman)
- 1994: Dark Force - Aliens in Black  (T-Force)
- 1995: Stirb langsam: Jetzt erst recht (Die Hard: With a Vengeance)
- 1996: Savannah (Fernsehserie)
- 1996: Judge and Jury
- 1997: Liar - Scharfe Täuschung (Deceiver)
- 1998: Gestern war ich noch Jungfrau (Polish Wedding)
- 1998: Gingerbread Man (The Gingerbread Man)
- 1998: Der Liebesbrief (The Love Letter) (Fernsehfilm)
- 1998: Black Dog
- 1999: Auf die stürmische Art (Forces of Nature)
- 1999: Carrie 2 – Die Rache (The Rage: Carrie 2)
- 1999: Wehrlos – Die Tochter des Generals (The General's Daughter)
- 1999: Der Chill Faktor (Chill Factor)
- 2000: 28 Tage (28 Days)
- 2000: Der Patriot (The Patriot)
- 2000: Die Legende von Bagger Vance (The Legend of Bagger Vance)
- 2001: Hannibal
- 2001: Jay und Silent Bob schlagen zurück (Jay and Silent Bob Strike Back)
- 2002: Lost Heaven (The Dangerous Lives of Altar Boys)
- 2002: Safecrackers oder Diebe haben’s schwer (Welcome to Collinwood)
- 2002: Sweet Home Alabama – Liebe auf Umwegen (Sweet Home Alabama)
- 2003: Dumm und dümmerer (Dumb and Dumberer: When Harry Met Lloyd)
- 2004: Wie ein einziger Tag (The Notebook)
- 2005: Die Hochzeits-Crasher (Wedding Crashers)
- 2006: Die Prophezeiungen von Celestine (The Celestine Prophecy)
- 2006: Die Super-Ex (My Super Ex-Girlfriend)
- 2006: Ricky Bobby – König der Rennfahrer (Talladega Nights: The Ballad of Ricky Bobby)
- 2007: The Reaping – Die Boten der Apokalypse (The Reaping)
- 2007: Black August
- 2008: Ein tödlicher Anruf (One Missed Call)
- 2008: Gospel Hill
- 2008: The Strangers
- 2008: Ein verlockendes Spiel (Leatherheads)
- 2009: Small Town Secret (Elsewhere)
- 2009: Zombieland
- 2010: Mit Dir an meiner Seite (The Last Song)
- 2010: Die Lincoln Verschwörung (The Conspirator)
- 2011: Big Mama’s Haus – Die doppelte Portion (Big Mommas: Like Father, Like Son)
- 2011: The Walking Dead (Fernsehserie)